# Noblesse indonésienne
L'Indonésie étant une république, on ne devrait plus parler de noblesse indonésienne.
Néanmoins, il existe encore de nombreux palais et cours royaux et princiers. Leurs membres forment une noblesse de sang dont on reconnaît les titres mais qui n'ont plus de privilèges. Les chefs de ces maisons ont encore un rôle symbolique et rituel. Il existe en outre des rites par lesquels on accorde une distinction nobiliaire à des individus.
Par ailleurs, à Java, les descendants d'une noblesse de robe créée au XVIIe siècle par le Sultan Agung du royaume de Mataram, les priyayi, sont souvent reconnaissables à leur patronyme, alors que ce dernier n'est pas encore une institution répandue pour la grande majorité des Indonésiens.

## Bali
La société balinaise est organisée selon un système que l'on qualifie de "castes". Elle est en effet divisée en quatre catégories qui sont nommées d'après les varna de l'hindouisme : brahmana, satria, wesia et sudra. L'anthropologue Clifford Geertz estime qu'il faut plutôt parler de "système de titres".

## Bugis
Chez les Bugis du sud de l'île de Sulawesi, la tradition reconnaît toujours les gens "de sang blanc", descendants des dewata ("dieux"), distincts de ceux "de sang rouge", c'est-à-dire les gens du commun et les descendants d'esclaves. On trouve déjà cette division de la société bugis dans la grande épopée La Galigo, dont les parties les plus anciennes pourraient avoir été écrites dès le XIIIe siècle.
Dans l'ancienne société bugis, le statut le plus élevé après le souverain était celui de ses enfants, les ana' ma'tola, qui avaient le droit d'hériter de la position de ses parents en tant que souverain. En dessous du souverain et de ses héritiers, on trouvait quatre rangs de noblesse subalterne. Après, on trouvait les gens du communs ou hommes libres.
Depuis les années 1920, la noblesse bugis utilise le titre d'Andi pour les ana' ma'tola et les deux rangs immédiatement inférieurs. Les deux autres rangs donnent droit au titre de Daeng.